# 9672 Rosenbergerezek
9672 Rosenbergerezek este un asteroid din centura principală de asteroizi.

## Descriere
9672 Rosenbergerezek este un asteroid din centura principală de asteroizi. A fost descoperit pe 5 octombrie 1997 la Observatorul din Ondřejov de Petr Pravec. Asteroidul prezintă o orbită caracterizată de o semiaxă mare de 3,18 ua, o excentricitate de 0,05 și o înclinație de 3,7° în raport cu ecliptica.